# New England Free Jacks
New England Free Jacks, en español Free Jacks de Nueva Inglaterra es un equipo de rugby profesional, ubicado en la ciudad de Weymouth, en Massachusetts, Estados Unidos, y que participa en la Major League Rugby, a la que se unió en 2020.

## Historia
El 21 de septiembre de 2018 se anunció que la liga se expandiría a una franquicia de Boston y ese día se activaron las redes sociales del equipo. El primer partido lo jugaron el 20 de octubre de ese año, contra los Toronto Arrows y en Halifax, Canadá.
El nombre Free Jacks se inspiró en la revolución americana que nació en la región de Nueva Inglaterra: Free (libertad), y el trigésimo-quinto presidente John F. Kennedy: quien nació en la región, jugó en Harvard Rugby y era apodado Jack.

## Estadio
Los Free Jacks disputan sus juegos en el estadio del Complejo deportivo Union Point, que se localiza en Weymouth y tiene capacidad para 2.000 personas, siendo así el más chico de la MLR.
En diciembre de 2019 la franquicia se asoció con la Universidad Lasell y el contrato le permite usar las instalaciones deportivas.

## Rendimiento
Antes de su incorporación a la temporada 2020 y por la enorme cantidad de aficionados descendiente de irlandeses, la franquicia enfrentó como local a los equipos secundarios del Connacht Rugby, Leinster Rugby y Munster Rugby: perdió todos los partidos. Ya en la temporada oficial, debutó victoriosamente ante el Rugby United New York y perdió los siguientes cuatro hasta que se suspendió la competencia por la pandemia de COVID-19.

## Palmarés
- Major League Rugby (3): 2023, 2024, 2025

- Conferencia Este MLR (3): 2023, 2024, 2025.